# Dolphins (NRL)
Els Dolphins són un club professional de rugbi a 13 australià amb seu a Redcliffe, Brisbane, Queensland. El club juga a la National Rugby League (NRL).